# 達特角
73°7′S 126°9′W / 73.117°S 126.150°W

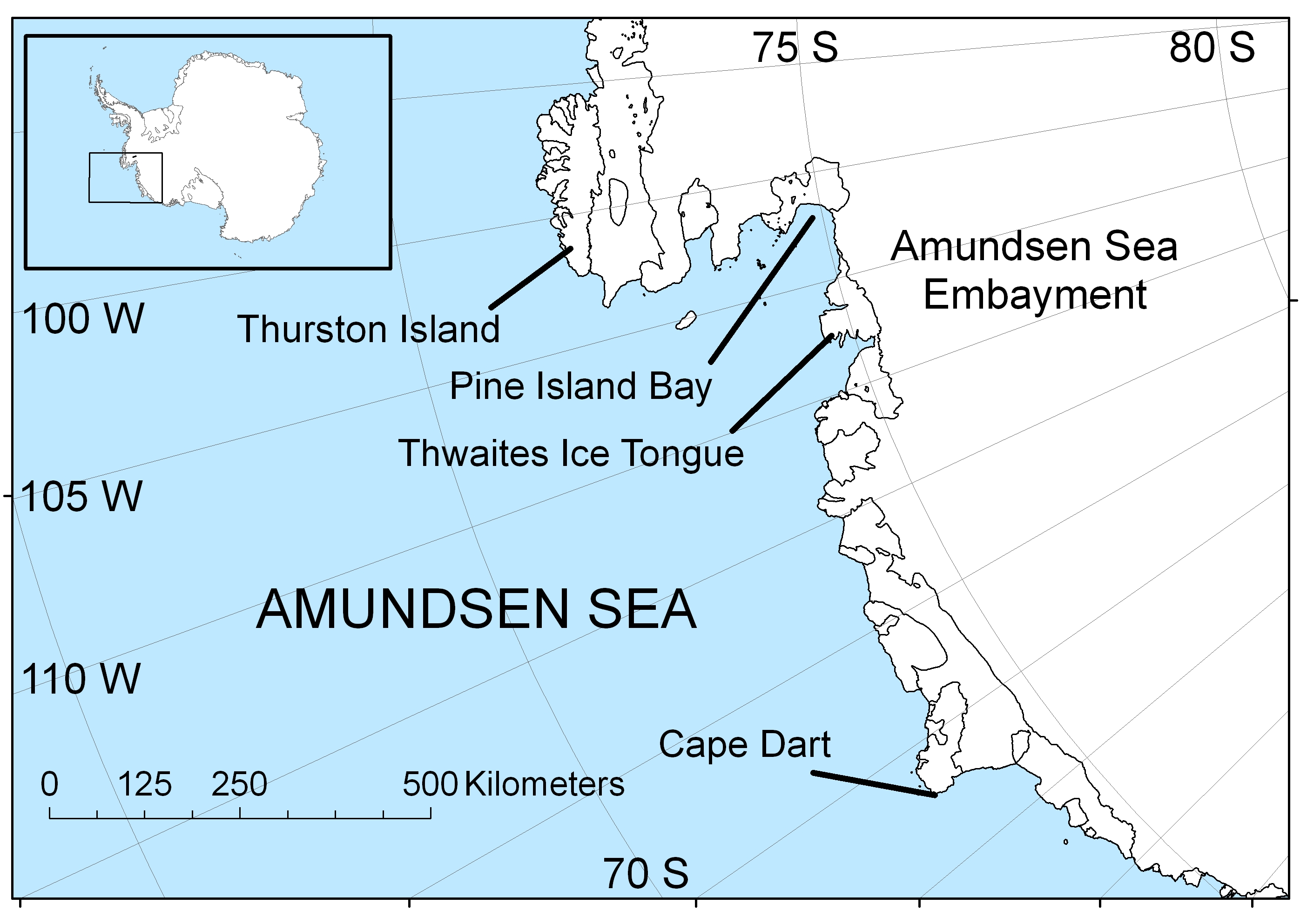

達特角（英語：Cape Dart）是南極洲的海岬，位於瑪麗伯德地，處於錫普爾山腳的錫普爾島北岸，在1940年12月由美國研究隊發現，現時由南極條約體系管理。